# Андерсон, Альфредо
Альфредо Андерсон Салазар (исп. Alfredo Anderson Salazar, род. 31 октября 1978, Колон) — панамский футболист, игравший на позиции нападающего.

## Клубная карьера
В начале карьеры играл за клуб «Пласа Амадор», после чего выступал за американский «Чарлстон Бэттери» в United Soccer League.
Летом 1999 года присоединился к клубу «Арабе Унидо», в котором выступал до завершения карьеры в 2007 году. Кроме того в 2001 ненадолго вместе с соотечественником Хорхе Дели Вальдесом играл в клубе «Омия Ардия» в Японии.

## Международная карьера
Дебют за национальную сборную Панамы состоялся в июне 2000 года в товарищеском матче против сборной Венесуэлы. В форме главной команды страны сыграл 12 матча и забил 2 гола. Он представлял свою страну на двух этапах квалификационных матчей к чемпионатам мира и сыграл на Кубке наций Центральной Америки в 2001 году.
Его финальный международный матч был товарищеским против Бразилии в августе 2001 года.

### Голы за сборную
| #  | Дата        | Место                                          | Соперник  | Счет | Результат | Турнир                               |
| -- | ----------- | ---------------------------------------------- | --------- | ---- | --------- | ------------------------------------ |
| 1. | 27 мая 2001 | Эксельсиор, Пуэрто-Кортес, Гондурас            | Никарагуа | 6–0  | 6–0       | Кубок наций Центральной Америки 2001 |
| 2. | 1 июня 2001 | Тибурсио Кариас Андино, Тегусигальпа, Гондурас | Сальвадор | 1–1  | 1–1       | Кубок наций Центральной Америки 2001 |